# 20379 Christijohns
20379 Christijohns è un asteroide della fascia principale. Scoperto nel 1998, presenta un'orbita caratterizzata da un semiasse maggiore pari a 2,6564881 UA e da un'eccentricità di 0,0749203, inclinata di 4,51963° rispetto all'eclittica.